# Бужок (река)
Бужо́к (укр. Бужок) — река на Украине, протекает по территории Хмельницкого района Хмельницкой области. Левый приток Южного Буга.
Длина реки — 78 км, площадь водосборного бассейна — 704 км², уклон — 0,8 м/км. Долина трапециевидная, шириной до 3 км, русло шириной 10 м. Используется для сельскохозяйственных целей. Вдоль берегов реки созданы водоохранные зоны.
Берёт начало в 2 км юго-восточнее села Поповцы. Впадает в Южный Буг в районе посёлка городского типа Меджибож. Река является границей между историческими областями Волынью и Подольем. В среднем и нижнем течении водосток зарегулирован несколькими водохранилищами, крупнейшее из которых Новоставцы, длиной до 14 км, максимальной шириной 2,5 км.
Река Бужок имеет более двух сотен небольших притоков общей протяжённостью в 498 км, наиболее крупные из которых Гулянка, Гнилая (правые), Зобара (левый).
На реке расположены следующие населённые пункты (от истока к устью): Березина, Копачовка Вторая, Трудовое, Говоры, Глебки, Полевые Гриневцы, Марковцы, Николаев, Котюржинцы, Везденьки, Малые Орлинцы, Мытинцы, Хотьковцы, Веремеевка, Зарудье, Моломолинцы, Редвинцы, Мытковцы, Ярославка, Ставница, Меджибож.